# Браун проти Ради з питань освіти
Браун проти Рада з питань освіти Топеки (англ. Brown v. Board of Education of Topeka), 347 US 483 (1954), було знаковим рішенням Верховного Суду США, який постановив, що закони штатів США, які встановлюють расову сегрегацію в державних школах, є неконституційними, навіть якщо сегреговані школи в іншому випадку однакові за якістю. Це рішення частково скасувало рішення Суду у справі Плессі проти Фергюсона (англ. Plessy v. Ferguson), який стверджував, що закони про расову сегрегацію не порушують Конституцію США, якщо умови для кожної раси рівні за якістю, доктрина, яка стала відомою як «окремі, але рівні».  Рішення Суду у справі Брауна проклало шлях до інтеграції та стало великою перемогою руху за громадянські права, а також моделлю для багатьох майбутніх судових розглядів.
Основний випадок стався в 1951 році, коли державна шкільна система в Топеці, штат Канзас, відмовилася зарахувати доньку місцевого темношкірого жителя Олівера Брауна (англ. Oliver Brown) до початкової школи, найближчої до їхнього дому, натомість вимагаючи, щоб вона їздила автобусом до віддаленої сегрегованої школи для темношкірих. Брауни та дванадцять інших місцевих темношкірих родин у подібних ситуаціях подали груповий позов до федерального суду США проти Ради з питань освіти Топіки, стверджуючи, що її політика сегрегації є неконституційною. Спеціальний суд у складі трьох суддів Окружного суду США округу Канзас виніс вердикт проти Браунів, спираючись на прецедент у справі «Плессі проти Фергюсона» (англ. Plessy v. Ferguson) і його доктрини «окремих, але рівних». Подружжя Браунів в особі головного радника Національної асоціації сприяння прогресу кольорового населення Тургуда Маршалла оскаржило це рішення безпосередньо у Верховному суді.
У травні 1954 року Верховний суд виніс одноголосне рішення 9-0 на користь Браунів. Суд постановив, що «окремі навчальні заклади за своєю суттю є нерівними», і тому закони, які їх встановлюють, порушують положення про рівний захист чотирнадцятої поправки до Конституції США. Однак на 14 сторінках рішення не було зазначено жодного методу припинення расової сегрегації в школах, а друге рішення Суду у справі Брауна II (349 НАС 294 (1955) лише наказав штатам десегрегувати «з усією навмисною швидкістю».
На півдні Сполучених Штатів, особливо на «Глибокому Півдні», де расова сегрегація була глибоко вкоріненою, реакція на справу Брауна серед більшості білих була «галасливою та впертою». Багато урядових і політичних лідерів Півдня прийняли план, відомий як «Масований опір», розроблений сенатором від Вірджинії Гаррі Ф. Бердом, щоб зірвати спроби змусити їх десегрегувати свої шкільні системи. Через чотири роки у справі «Купер проти Аарона» (англ. Cooper v. Aaron), суд підтвердив своє рішення у справі Брауна та прямо заявив, що посадові особи штату та законодавці не мають права анулювати його рішення.

## Контекст
Протягом більшої частини 60 років, що передували справі «Брауна», у расових відносинах у Сполучених Штатах панувала расова сегрегація. Така державна політика була схвалена рішенням Верховного суду Сполучених Штатів у справі «Плессі проти Фергюсона» (1896), в якому стверджувалось, що доки окремі можливості для окремих рас є рівними, державна сегрегація не порушує положення про рівний захист Чотирнадцятої поправки («жодна держава не може… відмовляти будь-якій особі… захист законів»). Расова сегрегація в освіті була дуже різною: від 17 штатів, де расова сегрегація була обов'язковою, до 16, у яких вона була заборонена. Починаючи з 1930-х років, на чолі з науковцями Говардського університету та активістами Національної асоціації сприяння прогресу кольорового населення була застосована правова стратегія, яка намагалася підірвати сегрегацію державної освіти в штатах, спершу зосередившись на аспірантурі. Це призвело до успіху у справах «Світ проти Пейнтера» (англ. Sweatt v. Painter) та «Маклорен проти Членів правління вищої освіти штату Оклахома» (англ. McLaurin v. Oklahoma State Regents), рішення в яких створили припущення, що расова сегрегація за своєю суттю була нерівною (принаймні в деяких ситуаціях), що проклало шлях до рішення в «Брауні».
Позивачі у в «Брауні» стверджували, що система расової сегрегації в усіх школах, хоча і маскувалася під надання окремого, але рівного ставлення до білих і темношкірих американців, натомість закріпила гірші умови, послуги для та ставлення до чорношкірих американців. На рішення в «Брауні» вплинула Заява ЮНЕСКО 1950 року під назвою «Расове питання» (англ. The Race Question), підписана багатьма всесвітньо відомими вченими. Ця декларація засуджувала попередні спроби наукового виправдання расизму, а також морально засуджувала расизм. Іншою роботою, на яку посилався Верховний суд, була книга Гуннара Мюрдаля «Американська дилемма: проблема негрів і сучасна демократія» (англ. American Dilemma: The Negro Problem and Modern Democracy) (1944). Мюрдаль був підписантом декларації ЮНЕСКО.
У цей час Сполучені Штати і Радянський Союз перебували в розпалі холодної війни, і американські чиновники, в тому числі судді Верховного суду, добре усвідомлювали шкоду, яку сегрегація і расизм завдають міжнародному іміджу Америки. Коли суддя Вільям О. Дуґлас поїхав до Індії в 1950 році, перше питання, яке йому поставили, було: «Чому Америка толерує лінчування негрів?». Пізніше Дуґлас писав, що зі своєї подорожі він зрозумів, що «ставлення Сполучених Штатів до своїх кольорових меншин є потужним фактором у наших відносинах з Індією». Голова Верховного суду Ерл Воррен, якого президент Дуайт Ейзенхауер призначив Головою Верховного суду, підтримав занепокоєння Дуґласа у своїй промові 1954 року в Американській асоціації юристів, проголосивши, що «наша американська система, як і всі інші, піддається випробуванням як вдома, так і за кордоном, … те, наскільки ми дотримуємося духу нашої конституції з її Біллем про права, в довгостроковій перспективі зробить більше для того, щоб зробити її і безпечною, і об'єктом обожнювання, ніж кількість водневих бомб, які ми зберігаємо на складах.»

## Справа окружного суду

### Подання та аргументи
У 1951 році до Окружного суду США округу Канзас було подано колективний позов проти Управління освіти міста Топіка, штат Канзас. Позивачами були тринадцять батьків з Топіки від імені своїх 20 дітей.
Позов вимагав від шкільного округу скасувати політику расової сегрегації. Управління з питань освіти Топіки керувало окремими початковими школами відповідно до закону Канзасу 1879 року, який дозволяв (але не зобов'язував) округам утримувати окремі початкові школи для чорношкірих і білих учнів у 12 громадах з населенням понад 15 000 осіб. Позивачі були найняті керівництвом Національної асоціації сприяння прогресу кольорового населення Топіки. Серед лідерів асоціації Топіки були голова МакКінлі Бернетт, Чарльз Скотт, один з трьох юрисконсультів відділення, і Люсінда Тодд.
Названий афроамериканський позивач, Олівер Браун, був батьком, зварювальником у цехах залізниці Санта-Фе, а також помічником пастора у своїй місцевій церкві. Приєднатися до позову його переконав друг дитинства Чарльз Скотт. Дочка Брауна, Лінда Керол Браун, учениця третього класу, повинна була йти пішки шість кварталів до зупинки шкільного автобуса, щоб поїхати до початкової школи Монро, сегрегованої чорної школи за милю (1,6 км), в той час як початкова школа Самнера, школа для білих, знаходилася за сім кварталів від її будинку.
За вказівкою керівництва Національної асоціації сприяння прогресу кольорового населення, восени 1951 року батьки спробували записати своїх дітей до найближчої школи району. Їм обом було відмовлено у зарахуванні та перенаправлено до сегрегованих шкіл.
Справа «Олівер Браун та ін. проти Ради з питань освіти міста Топіка, штат Канзас» була названа на честь Олівера Брауна як юридична стратегія, спрямована на те, щоб очолити список чоловіків. Юристи та Національний відділ Національної асоціації сприяння прогресу кольорового населення також вважали, що наявність пана Брауна на чолі списку буде краще сприйнята суддями Верховного Суду США. Позивачами були 13 осіб: Олівер Браун, Дарлін Браун, Лена Карпер, Сейді Еммануель, Маргарет Емерсон, Ширлі Флемінг, Зельма Хендерсон, Ширлі Ходісон, Мод Лоутон, Альма Льюїс, Іона Річардсон, Вівіан Скейлз і Люсинда Тодд. Остання вижила позивачка, Зелма Хендерсон, померла в Топеці 20 травня 2008 року у віці 88 років

### Висновок окружного суду
Окружний суд ухвалив рішення на користь Управління освіти, посилаючись на прецедент Верховного суду США у справі «Плессі проти Фергюсона». Суддя Волтер Хаксман написав висновок для колегії окружного суду, що складалася з трьох суддів, який включав дев'ять «висновків щодо фактів», заснованих на доказах, представлених у судовому засіданні. Хоча у висновку номер вісім зазначалося, що сегрегація в державній освіті згубно впливає на чорношкірих дітей, суд відмовив у задоволенні позову на тій підставі, що чорношкірі і білі школи в Топіці були практично рівними щодо будівель, транспорту, навчальних планів і освітньої кваліфікації вчителів. Цей висновок буде конкретно процитований у наступній постанові Верховного Суду щодо цієї справи.

## Аргументи Верховного суду
Справа «Браун проти Ради з питань освіти» (англ. Brown v. Board of Education), що розглядалася у Верховному cуді, об'єднала п'ять справ: Сама справа «Браун», «Бріггс проти Елліотта»(англ. Briggs v. Elliott), подана в Південній Кароліні, «Девіс проти Шкільної ради округу Принс-Едвард» (англ. Davis v. County School Board of Prince Edward County), подана в Вірджинії, «Гебхарт проти Белтона» (англ. Gebhart v. Belton), подана в Делавері і «Боллінг проти Шарпа» (англ. Bolling v. Sharpe), подана у Вашингтоні.
Усі справи були порушені за підтримки Національної асоціації сприяння прогресу кольорового населення. Справа «Девіс», єдина з п'яти, що виникла внаслідок студентського протесту, почалася, коли 16-річна Барбара Роуз Джонс організувала і очолила демонстративний вихід 450 студентів із середньої школи Мотона. Справа «Гебхарт» була єдиною, де суд першої інстанції визнав дискримінацію незаконною, що було підтверджено Верховним судом Делаверу; у всіх інших справах позивачі програли, оскільки перші суди визнали дискримінацію законною.
Справа в Канзасі була унікальною з-поміж інших у тому сенсі, що в ній не йшлося про явну неповноцінність матеріальної бази, навчальної програми чи персоналу сегрегованих шкіл. Окружний суд встановив фактичну рівність за всіма цими факторами. Суд у своєму висновку зазначив, що в Топіці «матеріальна база, навчальні програми, навчальні курси, кваліфікація та якість вчителів, а також інші освітні умови в обох групах шкіл [були] співставними». Суд зауважив, що «у багатьох випадках кольорові діти змушені долати набагато більші відстані, ніж вони повинні були б долати, якби вони відвідували школу для білих», але також зазначив, що шкільний округ «перевозить кольорових дітей до школи та зі школи безкоштовно». " і що «білим дітям така послуга [не] надавалася». У делаверській справі суддя окружного суду в справі «Гебхарт» наказав зарахувати темношкірих учнів до середньої школи для білих через значну шкоду сегрегації та відмінності, які зробили окремі школи нерівними.
Під керівництвом Уолтера Рейтера Об'єднані автомобільні працівники пожертвували 75 000 доларів США, щоб допомогти оплатити зусилля Національної асоціації сприяння прогресу кольорового населення у Верховному суді. Головний радник асоціації Тургуд Маршалл, який пізніше був призначений суддею Верховного суду США в 1967 році, виступив із аргументацією у Верховному суді на боці позивачів. Помічник генерального прокурора Пол Вілсон — пізніше видатний професор права в Канзаському університеті — вибудував неоднозначну лінію захисту штату у своєму першому апеляційному аргументі.
У грудні 1952 року Міністерство юстиції надіслало позицію уряду США щодо справи. Позиція вирізнялась своїм великим акцентом на зовнішньополітичних міркуваннях адміністрації Трумена у справі, де йшлося нібито про внутрішні проблеми. Із семи сторінок, присвячених «інтересам Сполучених Штатів», п'ять зосереджено на тому, як сегрегація в школах завдала шкоди Сполученим Штатам під час конкуренції, обумовленою холодною війною, за дружбу та відданість небілих народів у країнах, які на той час отримували незалежність від колоніального панування. Генеральний прокурор Джеймс П. Макгренері зазначив, що «існування дискримінації груп меншин у Сполучених Штатах негативно впливає на наші відносини з іншими країнами. Расова дискримінація дає зерно для комуністичної пропаганди». У доповіді також цитується лист держсекретаря Діна Ачесона, який скаржиться на те, що «Сполучені Штати зазнають постійних нападок в іноземній пресі, на іноземному радіо та в таких міжнародних органах, як ООН, через різні практики дискримінації в цій країні.»
Британський адвокат і парламентарій Ентоні Лестер написав, що «хоча висновок Суду у справі „Браун“ не посилався на ці міркування зовнішньої політики, немає сумніву, що вони суттєво вплинули на рішення».

### Побудова консенсусу
Навесні 1953 року суд розглянув справу, але не зміг вирішити це питання і попросив повторно розглянути справу восени 1953 року, звернувши особливу увагу на те, чи пункт про рівний захист Чотирнадцятої поправки забороняє функціонування окремих державних шкіл для білих і чорних.
Суд переглянув справу за дорученням помічника судді Фелікса Франкфуртера, який використовував повторні аргументи як тактику зволікання, щоб дозволити суду досягти консенсусу навколо думки Брауна, яка забороняє сегрегацію. Судді, які підтримують десегрегацію, доклали багато зусиль, щоб переконати тих, хто спочатку мав намір не погоджуватися, приєднатися до одностайної думки. Незважаючи на те, що юридичні наслідки будуть однаковими для рішення більшості, а не одноголосного, вважалося, що незгода може бути використана прихильниками сегрегації як легітимний контраргумент.
Записки до конференції та проекти рішень ілюструють розділення думок до винесення рішення. Судді Вільям О. Дуґлас, Г'юґо Блек, Гарольд Хітц Бертон і Шерман Мінтон були схильні скасувати рішення Плесі. Фред М. Вінсон зазначив, що Конгрес не прийняв закон про десегрегацію; Стенлі Ф. Рід обговорював неповну культурну асиміляцію та права штатів і схилявся до думки, що сегрегація працює на благо афроамериканської спільноти; Том К. Кларк писав, що «ми переконали штати, що сегрегація — це нормально, і ми повинні дозволити їм це вирішити». Фелікс Франкфуртер і Роберт Г. Джексон не схвалювали сегрегацію, але також були проти судової активності та висловлювали занепокоєння щодо можливості виконання запропонованого рішення. Голова Верховного суду Вінсон був ключовим каменем спотикання. Після смерті Вінсона у вересні 1953 року президент Дуайт Д. Ейзенхауер призначив Ерла Воррена головою суду. Воррен підтримав інтеграцію мексикансько-американських учнів у каліфорнійських школах після рішення в справі «Мендес проти Вестмінстера» (англ. Mendez v. Westminster). Однак Ейзенхауер запросив Ерла Воррена на вечерю в Білому домі, де президент сказав йому: «Ці [білі з півдня] непогані люди. Єдине, про що вони хвилюються, — це про те, щоб їхні милі маленькі дівчатка не були змушені сидіти в школі поруч із якимись великими неграми-переростками».  Тим не менш, Міністерство юстиції стало на бік афроамериканських позивачів
Хоча всі судді, окрім одного, особисто заперечували сегрегацію, фракція судових обмежень поставила під сумнів, чи надає Конституція суду повноваження виносити наказ про її припинення. Фракція активістів вважала, що Чотирнадцята поправка дійсно надає необхідні повноваження, і наполягала на цьому. Воррен, який був призначений під час перерви Сенату, зберігав мовчання, поки Сенат не підтвердив його призначення.
Воррен скликав збори суддів і представив їм простий аргумент, що єдиною причиною для підтримки сегрегації є чесна віра в неповноцінність негрів. Воррен також стверджував, що суд повинен скасувати рішення у справі «Плессі проти Фергюсона», щоб зберегти його легітимність як інституту свободи, і він повинен зробити це одноголосно, щоб уникнути масового опору Півдня. Він почав будувати одностайну думку. Хоча більшість суддів одразу були переконані, Воррен витратив деякий час після цієї знаменитої промови, щоб переконати всіх підписати думку. Суддя Джексон відмовився від своєї згоди, а Рід нарешті вирішив відмовитися від своєї незгоди. Остаточне рішення було одноголосним. Воррен підготував основну думку та продовжував розповсюджувати та переглядати її, доки не отримав думку, схвалену всіма членами суду. Рід був останнім, хто тримався, і, як повідомляється, плакав під час читання думки.

## Рішення
17 травня 1954 року Верховний суд виніс одноголосне рішення 9-0 на користь родини Браун та інших позивачів. Рішення складається з єдиної думки, написаної головним суддею Ерлом Ворреном, до якої приєдналися всі судді.
Висновок Суду розпочався із зауваження, що він намагався визначити, чи має на меті Чотирнадцята поправка скасувати сегрегацію в державній освіті — навіть заслухавши другий раунд усних аргументів адвокатів сторін щодо історичних джерел — але безуспішно.
 
Суд зазначив, що це питання було ускладнене великими соціальними та урядовими змінами, які відбулися наприкінці 19-го та на початку 20-го століть. Суд зазначив, що наприкінці 1860-х років, коли була прийнята Чотирнадцята поправка, державні школи були рідкістю на півдні Америки. У той час південні білі діти, чиї сім'ї могли дозволити собі навчання, зазвичай відвідували приватні школи, тоді як освіта темношкірих дітей «майже не існувала», аж до того, що в деяких південних штатах будь-яка освіта чорношкірих була заборонена законом. Суд порівняв це з ситуацією 1954 року: «Сьогодні освіта є, мабуть, найважливішою функцією наших місцевих і державних органів влади». Суд дійшов висновку, що, виносячи своє рішення, він мав би «розглянути державну освіту в світлі її повного розвитку та її поточного місця в американському житті всієї країни».
В епоху сегрегації школи для чорношкірих мали менше ресурсів і бідніші приміщення, ніж школи для білих, незважаючи на рівність, яку вимагає доктрина «окремо, але рівно». Проте суд у справі «Браун» не розглядав це питання, ймовірно, через те, що деякі з залучених шкільних округів покращили свої школи для чорношкірих, щоб «зрівняти» їх з якістю шкіл для білих. Це завадило Суду встановити порушення положення про рівний захист Чотирнадцятої поправки щодо «вимірної нерівності» між усіма білими та темношкірими школами, і натомість вимагало від нього розглянути наслідки самої сегрегації. Таким чином, Суд сформулював справу навколо більш загального питання про те, чи є принцип «окремо, але рівно» конституційним у застосуванні до державної освіти.
 
У відповідь Суд постановив, що так. Суд постановив, що встановлена державою сегрегація, навіть якщо її впроваджено в школах однакової якості, за своєю суттю є нерівною через її психологічний вплив.
Ми дійшли висновку, що у сфері державної освіти доктрина "відокремленого, але рівного" не має місця. Окремі заклади освіти є нерівними за своєю суттю. Тому ми вважаємо, що позивачі та інші особи, які перебувають в аналогічному становищі, щодо яких були подані позови, через сегрегацію, на яку вони скаржаться, позбавлені рівного захисту законів, гарантованого Чотирнадцятою поправкою.— Brown, 397 U.S. at 495.
Суд підтвердив цей висновок цитатами — у виносці, а не в основному тексті висновку — на кілька психологічних досліджень, які мали на меті показати, що сегрегація чорношкірих дітей викликала у них відчуття неповноцінності та заважала їхньому навчанню. Ці дослідження включали дослідження Кеннета та Меймі Кларк, чиї експерименти в 1940-х роках припустили, що чорношкірі американські діти з сегрегованих середовищ віддають перевагу білим лялькам над чорними.
Тоді Суд завершив свій відносно короткий висновок, заявивши, що сегрегована державна освіта за своєю суттю є нерівною, порушує положення про рівний захист і, отже, є неконституційною: Суд не закінчив розпорядженням про впровадження інтеграції шкіл різних юрисдикцій. Натомість він попросив сторони знову постати перед Судом наступного терміну, щоб обговорити, яким має бути відповідний засіб правового захисту. Це став випадок, відомий як <i id="mwAV0">Браун</i> II, описаний нижче.

## Реакція та наслідки
Хоча американці загалом схвально сприйняли рішення суду у справі Брауна, більшість білих південців засудили його. Багато південних білих американців вважали Браун "днем катастрофи — Чорним понеділком — днем, схожим на Перл-Харбор ". Перед обличчям укоріненої опозиції Півдня прогрес в інтеграції американських шкіл просувався повільно. Американський політичний історик Роберт Г. Макклоскі описав:
"Браун I" не стверджував, що "расово ізольовані" школи за своєю суттю є неповноцінними; шкода, яку він визначив, була пов'язана виключно з сегрегацією де-юре, а не де-факто. Дійсно, "Браун І" не потребував жодних психологічних чи соціологічних досліджень, щоб оголосити просту, але фундаментальну істину про те, що уряд не може дискримінувати своїх громадян за ознакою раси;
Сегрегація не була неконституційною, оскільки могла викликати психологічне відчуття неповноцінності. Державні шкільні системи, які відокремлюють чорношкірих і надають їм кращі освітні ресурси, що змушує чорношкірих "відчувати" себе вищими за білих, яких відправляють у гірші школи, порушують Чотирнадцяту поправку, незалежно від того, чи відчувають білі учні стигматизацію чи ні, так само, як і шкільні системи, в яких позиції рас є протилежними. Психологічна шкода чи користь не має значення;

Враховуючи, що десегрегація не призвела до прогнозованого стрибка в освітніх досягненнях чорношкірих учнів, немає жодних підстав вважати, що чорношкірі учні не можуть навчатися так само добре в оточенні представників своєї раси, як і в інтегрованому середовищі. (…) Завдяки своїй "особливій історії та традиціям" чорні школи можуть функціонувати як центр і символ чорних громад, а також надавати приклади незалежного чорного лідерства, успіху та досягнень..
У Вірджинії сенатор Гаррі Ф. Берд організував масовий рух опору, який включав закриття шкіл, а не десегрегацію.
Протягом кількох десятиліть після рішення Брауна афроамериканських вчителів, директорів та інший шкільний персонал, який працював у сегрегованих темношкірих школах, звільняли або звільняли, оскільки жителі півдня прагнули створити систему інтегрованих шкіл з білим керівництвом. За словами історика Майкла Фульца, «Багато в чому Південь рухався швидше, з більшою „навмисною швидкістю“ у витісненні темношкірих викладачів, ніж у десегрегації шкіл».

### Глибокий Південь
Генеральний прокурор Техасу Джон Бен Шепперд організував кампанію для створення правових перешкод для впровадження десегрегації.
У вересні 1957 року губернатор Арканзасу Орвал Фобус закликав Національну гвардію Арканзасу заблокувати в'їзд дев'ятьох чорношкірих студентів, пізніше відомих як " Дев'ятка Літл-Рока ", після десегрегації Центральної середньої школи Літл-Рока. Президент Дуайт Д. Ейзенхауер у відповідь встановив федеральний контроль над Національною гвардією Арканзасу та розгорнув війська 101-ї повітряно-десантної дивізії армії США, дислокованої у Форт-Кембелл, щоб гарантувати, що темношкірі студенти можуть безпечно зареєструватися та відвідувати заняття.
Також у 1957 році реакція Флориди була неоднозначною. Його законодавча влада прийняла резолюцію про внесення змін, денонсуючи це рішення та оголошуючи його недійсним. Але губернатор Флориди Лерой Коллінз, хоч і приєднався до протесту проти рішення суду, але відмовився його підписувати, мотивуючи це тим, що намагатися скасувати рішення потрібно законними методами.
У Міссісіпі страх перед насильством не дозволив жодному позивачу подати позов про десегрегацію школи протягом наступних дев'яти років. Коли в 1963 році Медгар Еверс подав до суду з вимогою десегрегувати школи в Джексоні, штат Міссісіпі, член Ради білих громадян Байрон Де Ла Беквіт убив його. Два наступних судових розгляду призвели до відміни присяжних. Беквіт не був засуджений за вбивство до 1994 року
У червні 1963 року губернатор Алабами Джордж Уоллес особисто заблокував двері до аудиторії Фостера Університету Алабами, щоб запобігти зарахуванню двох темношкірих студентів у тому, що стало відомо як інцидент " Стій у дверях школи ". Воллес намагався виконати свою обіцянку «сегрегація зараз, сегрегація завтра, сегрегація назавжди», яку він дав у своїй інавгураційній промові 1963 року. Воллес відійшов убік лише тоді, коли зіткнувся з генералом Генрі В. Гремом з Національної гвардії Алабами, якому президент Джон Ф. Кеннеді наказав втрутитися.
На індіанські громади також сильно вплинули закони про сегрегацію, де дітям корінних жителів також заборонялося відвідувати установи для білих. Корінним американським дітям, які вважалися світлоликими, дозволялося їздити шкільними автобусами до всіх шкіл для білих, тоді як темношкірим корінним дітям з тієї ж групи все ще заборонялося їздити тими ж автобусами. Лідери племен, дізнавшись про кампанію десегрегації Мартіна Лютера Кінга в Бірмінгемі, штат Алабама, звернулися до нього по допомогу. Кінг оперативно відреагував на племінних вождів, і завдяки його втручанню проблема була швидко вирішена.

### Верхній Південь
У Північній Кароліні часто існувала стратегія номінального прийняття принципів «Брауна», але мовчазного опору цьому. 18 травня 1954 року шкільна рада Грінсборо, штат Північна Кароліна, оголосила, що дотримуватиметься рішення в «Брауні». Це стало результатом ініціативи Д. Е. Хадгінса молодшого, колишнього стипендіата Роудса та відомого адвоката, який очолював шкільну раду. Це зробило Ґрінсборо першим і протягом багатьох років єдиним містом на Півдні, яке оголосило про свій намір дотримуватися вимог. Однак інші жителі міста чинили опір інтеграції, створюючи юридичні перешкоди  до фактичного впровадження десегрегації в школах протягом багатьох років після цього, а в 1969 році федеральний уряд виявив, що місто не дотримується Закону про громадянські права 1964 року. Перехід до повністю інтегрованої шкільної системи розпочався лише в 1971 році після численних місцевих судових позовів і як ненасильницьких, так і жорстоких демонстрацій. Історики відзначають іронію в тому, що Ґрінсборо, яке проголошувало себе таким прогресивним містом, було одним із останніх, хто виступав за десегрегацію в школах.
У Моберлі, штат Міссурі, школи були десегреговані згідно з наказом. Однак після 1955 року афроамериканські вчителі з місцевої «негритянської школи» не залишилися; це було приписано поганій продуктивності. Вони оскаржили своє звільнення у справі Naomi Brooks et al., Appellants, v. Шкільний округ міста Моберлі, штат Міссурі та ін. ; але це було підтримано, і Верховний суд США відмовився розглядати подальшу апеляцію.
У Вірджинії була одна із супутніх «Брауну» справ, пов'язана зі школами округу Принс-Едвард. Значну опозицію рішенню у справі «Браун» висловлював сенатор США Гаррі Ф. Берд, який очолював Організацію Берда та обіцяв стратегію масового опору. Губернатор Вірджинії Томас Стенлі, член організації Берда, призначив Комісію Грея, до складу якої входили 32 демократи на чолі з сенатором штату Гарлендом Греєм, для вивчення питання та надання рекомендацій. Комісія рекомендувала надати населеним пунктам «широкі повноваження» щодо виконання нових судових вимог. Однак у 1956 році на надзвичайній сесії законодавчого органу Вірджинії був прийнятий законодавчий пакет, який дозволяв губернатору просто закривати всі школи згідно з наказами федеральних судів про десегрегацію. На початку 1958 року новообраний губернатор Дж. Ліндсей Алмонд закрив державні школи в Шарлоттсвіллі, Норфолку та окрузі Воррен замість того, щоб виконати накази про десегрегацію, залишивши 10 000 дітей без школи, незважаючи на зусилля різних груп батьків. Однак він передумав, коли під час державного свята Лі-Джексона Верховний суд Вірджинії постановив, що закриття порушує конституцію штату, а колегія федеральних суддів постановила, що вони порушують Конституцію США. На початку лютого 1959 року як округ Арлінгтон (також підпадає під позов Національної асоціації сприяння прогресу кольорового населення і який втратив свою обрану шкільну раду відповідно до інших частин Плану Стенлі), так і школи Норфолка мирно десегрегували. Невдовзі всі округи знову відкрилися та об'єдналися, за винятком округу Принс-Едвард. Шкільна рада цього округу пішла на крайній крок, вирішивши не виділяти жодного фінансування для своєї шкільної системи, таким чином змусивши закрити всі свої державні школи, хоча округ Принс-Едвард надав гранти на навчання для всіх учнів, незалежно від їх раси, для використання в приватній, мультирелігійній освіті. Оскільки в окрузі не існувало приватних шкіл для темношкірих, темношкірі діти в окрузі або змушені були залишити округ, щоб отримати будь-яку освіту між 1959 і 1963 роками, або не отримували жодної освіти. Усі приватні школи в окрузі залишалися расово сегрегованими. Це тривало до 1964 року, коли Верховний суд США у справі «Гріффін проти Ради з питань освіти округу Принс-Едвардс» (англ. Griffin v. County School Board of Prince Edward County) постановив, що рішення округу Принс-Едвард про надання стипендій на навчання для приватних шкіл, які приймали лише білих, порушувало положення про рівний захист Чотирнадцятої поправки до Конституції США.

### Північ
У багатьох північних містах також проводилась політика де-факто сегрегації, що призвело до величезної прірви в освітніх ресурсах між чорними та білими громадами. У Гарлемі, штат Нью-Йорк, наприклад, з початку століття не було побудовано жодної нової школи, не існувало жодного дитячого садка, навіть якщо Друге Велике переселення спричинило переповненість існуючих шкіл. Існуючі школи, як правило, були напівзруйнованими та укомплектовані недосвідченими вчителями. Північні чиновники заперечували сегрегацію, але Браун допоміг стимулювати активність серед афроамериканських батьків, таких як Мей Мелорі, яка за підтримки Національної асоціації сприяння прогресу кольорового населення ініціювала успішний судовий процес проти міста та штату Нью-Йорк згідно з принципами «Брауна». Меллорі та тисячі інших батьків підсилили тиск судового процесу бойкотом школи в 1959 році. Під час бойкоту були засновані деякі з перших шкіл свободи того періоду. Місто відповіло на кампанію, дозволивши більш відкритий перехід до високоякісних, історично білих шкіл. (Однак афроамериканська спільнота Нью-Йорка та північні активісти десегрегації загалом тепер стикаються з проблемою втечі білих.)

### Топіка
З 1941 року топікські середні школи були об'єднані. Середня школа Топіка була інтегрована з моменту заснування в 1871 році, а її спортивні команди — з 1949 року. Закон штату Канзас, який дозволяє сегреговані школи, допускав їх лише «нижче рівня середньої школи».
Незабаром після рішення районного суду результати виборів і політичний клімат у Топеці змінилися. У серпні 1953 року Рада з питань освіти Топеки почала припиняти сегрегацію в початкових школах Топеки, об'єднавши два округи відвідування. У січні 1956 року всі початкові школи Топеки були перетворені на центри відвідування в районі, хоча існуючим учням було дозволено продовжувати відвідувати школи, до яких вони призначалися раніше, за власним бажанням. Позивач Зельма Хендерсон в інтерв'ю 2004 року згадувала, що жодні демонстрації чи заворушення не супроводжували десегрегацію в школах Топеки: «Вони це прийняли. ... Минуло небагато часу, поки вони об'єднали вчителів і директорів».
Адміністративна будівля державних шкіл Топека названа на честь Мак-Кінлі Бернетта, президента відділення Національної асоціації сприяння прогресу кольорового населення, що організувало справу.
26 жовтня 1992 року початкова школа Монро була визначена Національним історичним місцем під керівництвом Служби національних парків, а 12 травня 2022 року перейменовано як Національний історичний парк.
Інтелектуальне коріння справи «Плессі проти Фергюсона», в якій Верховний суд постановив конституційність расової сегрегації в 1896 році згідно з доктриною "окремих, але рівних ", було частково пов'язане з науковим расизмом того часу. Проте народна підтримка цього рішення була, швидше за все, результатом расистських переконань багатьох білих на той час. У рішенні «Браун проти Ради з питань освіти» Верховний суд відкинув ідеї наукових расистів про необхідність сегрегації, особливо в школах. Суд підтвердив свою позицію, посилаючись (у примітці 11) на соціальні наукові дослідження про шкоду темношкірим дітям, яку завдають сегреговані школи.
Як наукові, так і популярні ідеї спадковості зіграли важливу роль у нападі та негативній реакції, що послідувала за рішенням в «Брауні». Видання Mankind Quarterly було засновано у 1960 році, частково у відповідь на рішення у «Брауні».

## Юридична критика і похвала
Вільям Ренквіст написав меморандум під назвою «Випадкова думка про сегрегаційні справи», коли він був помічником судді Роберта Джексона в 1952 році, під час перших обговорень, які призвели до рішення в справі «Браун». У своєму меморандумі Ренквіст стверджував: «Я розумію, що це непопулярна і негуманна позиція, за яку мене критикували „ліберальні“ колеги, але я вважаю, що рішення в справі „Плессі проти Фергюсона“ було вірним, і його потрібно ще раз підтвердити». Ренквіст продовжив: «На аргумент …що більшість не може позбавити меншість її конституційного права, необхідно відповісти, що, хоча теоретично це і обґрунтовано, у довгостроковій перспективі саме більшість визначатиме, якими є конституційні права меншості». Ренквіст також захищав рішення в «Плессі» серед інших суддівських помічників.
Однак під час слухань щодо підтвердження в 1971 році Ренквіст сказав: «Я вважаю, що меморандум був підготовлений мною як заява про попередні погляди судді Джексона для його власного використання». Спочатку Джексон планував приєднатися до дисидентів у Брауні. Пізніше, у 1986 році на слуханнях щодо обрання голови судді, Ренквіст ще більше дистанціював себе від меморандуму 1952 року: "Лісне твердження про те, що Плессі був правий і має бути підтверджене, не було точним відображенням моїх власних поглядів на той час. " У будь-якому випадку, працюючи у Верховному суді, Ренквіст не докладав жодних зусиль, щоб скасувати чи підірвати рішення у справі Брауна, і часто покладався на нього як на прецедент.
Аргументація Голови Верховного суду Воррена була широко розкритикована сучасними вченими-юристами: суддя Леренд Хенд засудив, що Верховний суд «взяв на себе роль третьої законодавчої палати», а Герберт Векслер вважав, що рішення у справі «Браун» неможливо виправдати на основі нейтральних принципів.
Деякі аспекти рішення у справі «Браун» все ще обговорюються. Зокрема, суддя Верховного суду Кларенс Томас, сам афроамериканець, написав у справі «Міссурі проти Дженкінза» (англ. Missouri v. Jenkins) (1995), що принаймні Браун I був неправильно зрозумілий судами.
До 1954 року, коли Браун підійшов до прийняття рішення, вже давно було очевидно, що сегрегація рідко призводить до рівності, якщо взагалі призводить до неї. Якщо не брати до уваги питання психології, фізичні умови, надані чорношкірим, не були такими ж хорошими, як для білих. Це було продемонстровано в довгій серії справ. Отже, реалістичний вибір Суду полягав у тому, щоб або відмовитися від прагнення до рівності, дозволивши сегрегацію, або заборонити сегрегацію, щоб досягти рівності. Третього варіанту не було. Будь-який вибір порушував би один з аспектів початкового розуміння, але уникнути цього не було можливості. Оскільки рівність і сегрегація були взаємно суперечливими, хоча ратифікатори цього не розуміли, обидві вимоги не могли бути дотримані. З огляду на це, очевидно, що Суд повинен зробити вибір на користь рівності і заборонити сегрегацію, нав'язану державою. Метою прийняття чотирнадцятої поправки була рівність перед законом, і саме рівність, а не сегрегація, була записана в законі.
Деякі конституційні оригінали, зокрема Рауль Бергер у своїй впливовій книзі 1977 року «Уряд за допомогою судової системи», стверджують, що Брауна не можна захистити, посилаючись на оригінальне розуміння 14-ї поправки. Вони підтримують таке прочитання 14-ї поправки, зазначивши, що Закон про громадянські права 1875 року не забороняв сегреговані школи і що той самий Конгрес, який ухвалив 14-ту поправку, також проголосував за сегреговані школи в окрузі Колумбія. Інші прихильники оригіналу, зокрема Майкл В. МакКоннелл, федеральний суддя Апеляційного суду десятого округу США, у своїй статті «Оригіналізм і рішення про десегрегацію» стверджують, що радикальні реконструкціоністи, які очолили 14-ту поправку, виступали за десегрегацію. південні школи. Докази, що підтверджують таке тлумачення 14-ї поправки, надійшли з архівних записів Конгресу, які свідчать про те, що пропозиції щодо федерального законодавства, які мали б забезпечити інтеграцію шкіл, обговорювалися в Конгресі через кілька років після ратифікації поправки.
У відповідь на дослідження Майкла Макконнелла Рауль Бергер стверджував, що конгресмени та сенатори, які виступали на користь десегрегації в школах у 1870-х роках, намагалися переписати 14-ту поправку, щоб зробити 14-ту поправку відповідною їхньому політичному порядку денному, і що фактичне розуміння 14-та поправка з 1866 по 1868 рік (саме тоді 14-та поправка була прийнята та ратифікована) фактично дозволяє штатам США мати сегреговані школи. Берґер критикував Макконнелла за те, що він не зміг знайти жодних згадок про шкільну сегрегацію — не кажучи вже про будь-які згадки про бажання її заборонити — серед прихильників 14-ї поправки в історії Конгресу цієї поправки (зокрема, у записах 39-го Конгресу Сполучених Штатів, оскільки це був Конгрес США, який фактично прийняв 14-ту поправку), а також критикував погляд Макконнелла про те, що погляд 1954 року на «громадянські права» має бути вирішальним у тлумаченні 14-ї поправки на відміну від погляду 1866 року на «громадянські права». Берґер також стверджує, що Макконнелл не зміг надати жодних доказів того, що законодавчі збори штатів, які ратифікували 14-ту поправку, розуміли її на той час як заборону сегрегації в школах і що коли питання сумісності сегрегації в школах з Конституцією США (на відміну від окремого питання про школу, сумісність сегрегації із законами штатів США та/або конституціями штатів США, де суди часто ухвалювали рішення проти сегрегації в школах) дійшли до судової системи через кілька десятиліть після ухвалення та ратифікації 14-ї поправки (чи то в Огайо, Неваді, Каліфорнії, Індіані, або Нью-Йорк), суди завжди підтверджували конституційність сегрегації в школах, як це зробив голова Верховного суду Мічигану Томас М. Кулі у своєму трактаті 1880 року «Загальні принципи конституційного права в Сполучених Штатах Америки». Крім того, Берґер стверджує, що погляди авторів 14-ї поправки 1866 року є вирішальними, на відміну від поглядів пізніших читачів 14-ї поправки (включаючи погляди прихильників 14-ї поправки після ухвалення та ратифікації цієї поправки через той факт, що навіть їхні погляди та переконання щодо значення та обсягу цієї поправки могли змінюватися, а іноді змінювалися з часом, як у випадку з сенатором США від штату Невада Вільямом Моррісом Стюартом, який спочатку виступав проти десегрегації в школах, але пізніше передумав і підтримав її). Щоб підкріпити свою точку зору про вирішальний вихідний намір, Бергер цитує, серед іншого, цитату Джеймса А. Гарфілда Джону Бінгему 1871 року, де Гарфілд оскаржує спогад Бінгема про заяву, яку Бінгем зробив раніше в 1866 році, коли Гарфілд каже Бінгему, що він може творити, але не скасовувати історію.
Справа також викликала деяку критику з боку більш ліберальних авторів, у тому числі тих, хто каже, що довіра головного судді Воррена до психологічних критеріїв для визначення шкоди сегрегованим темношкірим була непотрібною. Наприклад, Дрю С. Дейз писав: «ми розробили критерії для оцінки конституційності расових класифікацій, які не залежать від висновків про психічну шкоду чи даних соціальних наук. Вони ґрунтуються скоріше на принципі, що „відмінності між громадянами виключно через їхнє походження за самою своєю природою є огидними для вільного народу, інститути якого засновані на доктрині рівності“, Hirabayashi v. Сполучені Штати, 320 US 81 (1943). . . .»
У червні 1987 року Філіп Елман, адвокат із цивільних прав, який працював помічником в офісі Генерального соліситора США під час президентства Гаррі Трумена, заявив, що він і суддя Фелікс Франкфуртер несуть основну відповідальність за рішення Верховного суду, і заявив, що аргументи Національної асоціації сприяння прогресу кольорового населення не являли собою вагомих доказів. Елмана критикували за представлення самозвеличувальної версії справи, замовчування важливих фактів і приниження роботи адвокатів із захисту громадянських прав, які протягом багатьох десятиліть закладали основу для прийняття рішення. Однак Франкфуртер також був відомий як один із найвідвертіших прихильників філософії судових обмежень, згідно з якими судові рішення базуються на чинному законодавстві, а не на особистих чи політичних міркуваннях. Державні чиновники в Сполучених Штатах сьогодні майже одностайно схвалюють це рішення. У травні 2004 року, у п'ятдесяту річницю рішення, президент Джордж Буш виступив на відкритті історичного місця, присвяченого справі «Браун», назвавши рішення в справі «рішенням, яке змінило Америку на краще і назавжди». Більшість сенаторів і конгресменів опублікували прес-релізи, у яких вітали це рішення.
У статті за 2016 рік у Townhall.com, виданні Salem Media Group, економіст Томас Соуелл стверджував, що коли Голова Верховного суду Ерл Воррен оголосив у знаковій справі 1954 року «Браун проти Ради з питань освіти», що расово сегреговані школи є «за своєю суттю нерівними», середня школа Данбара стала живим спростуванням цього твердження. І вона знаходилась в пішій доступності від Верховного суду". За оцінкою Соуелла, «Данбарська середня школа, яка приймала видатних темношкірих учнів з будь-якої точки міста, тепер могла приймати лише учнів з неблагополучних районів-гетто, в якому вона знаходилась внаслідок рішення Верховного суду США».

## БраунII
У 1955 році Верховний суд розглянув аргументи шкіл, які вимагали полегшення щодо завдання десегрегації. У своєму рішенні, яке стало відомим як " Браун II " суд делегував завдання проведення десегрегації в школах окружним судам із наказами, щоб десегрегація відбувалася «з усією навмисною швидкістю», фраза, що нагадує вірш Френсіса Томпсона " Собака Неба ".
Прихильники попереднього рішення були незадоволені таким рішенням. Критики вважали вислів «навмисна швидкість» надто неоднозначним, щоб забезпечити розумну поспішність для виконання вказівок суду. Багато південних штатів і шкільних округів тлумачили «Браун II» як юридичне виправдання для опору, затримки та ухилення від значної інтеграції протягом багатьох років, а в деяких випадках протягом десятиліття чи більше, використовуючи тактику, як закриття шкільних систем, використання державних грошей для фінансування сегреговані «приватні» школи та «символічна» інтеграція, коли кілька ретельно відібраних темношкірих дітей приймалися до колишніх шкіл для білих, але переважна більшість залишалася в недофінансованих, нерівних темношкірих школах.
Наприклад, на підставі «Брауна II» окружний суд США постановив, що округ Принц Едвард, штат Вірджинія, не повинен негайно десегрегувати. Коли у 1959 році окружна наглядова рада зіштовхнулася з постановою суду про нарешті розпочати десегрегацію, припинила виділяти гроші на державні школи, які залишалися закритими протягом п'яти років, з 1959 по 1964 рік.
Білим учням в окрузі надавалася допомога відвідувати «приватні академії» лише для білих, де викладали вчителі, які раніше працювали в системі державних шкіл, тоді як чорні учні не мали жодної освіти, якщо вони не переїхали з округу. Але державні школи знову відкрилися після того, як Верховний суд скасував «Браун II» у справі «Гріффін проти». Окружна шкільна рада округу Принца Едварда, заявляючи, що «…час простої „навмисної швидкості“ вичерпався», і що округ повинен забезпечити державну шкільну систему для всіх дітей незалежно від раси.

## БраунIII
У 1978 році адвокати Топіки Річард Джонс, Джозеф Джонсон і Чарльз Скотт-молодший (син першого члена команди Брауна) за допомогою Американського союзу громадянських свобод переконали Лінду Браун Сміт, у якої тепер були діти в школах Топіки, бути позивачем у повторному відкритті Брауна. Вони були стурбовані тим, що політика «відкритої реєстрації» державних шкіл Топіка призвела і призведе до подальшої сегрегації. Вони також вважали, що з вибором відкритого зарахування білі батьки переведуть своїх дітей до «переважних» шкіл, які створять як переважно афроамериканські, так і переважно європейсько-американські школи в окрузі. Окружний суд знову відкрив справу Брауна після 25-річної перерви, але відхилив прохання позивачів, визнавши школи «унітарними». У 1989 році колегія з трьох суддів Десятого округу 2 проти 1 голоси виявила, що сліди сегрегації залишилися щодо розподілу студентів і співробітників. У 1993 році Верховний суд відхилив прохання шкільного округу апелянта про позовні вимоги та повернув справу до судді окружного суду Річарда Роджерса для виконання мандату десятого округу.
Після схвалення плану 1994 року та схвалення випуску облігацій було відкрито додаткові початкові магнітні школи та переглянуто плани відвідування району, що призвело до того, що до 1998 року школи Топіка відповідали судовим стандартам расового балансу. Зрештою об'єднаний статус був наданий Об'єднаному шкільному округу № 501 Топіки 27 липня 1999 року Одна з нових магнітних шкіл названа на честь адвокатів родини Скоттів за їх роль у справі Брауна та громадянських правах.

## Інші коментарі
Фільм каналу PBS під назвою «Проста справедливість» (англ. Simple Justice) переказує історію справи «Браун проти Ради з питань освіти», починаючи з роботи Фонду правового захисту Національної асоціації сприяння прогресу кольорового населення, спрямованої на боротьбу з принципом «окремих, але рівних» в вищій освіті, і завершуючи історичним рішенням 1954 року.

Пізніше Лінда Браун Томпсон згадувала досвід відмови у зарахуванні:
…ми жили в одному районі, і в мене були всі товариші по іграх різних національностей. І тому, коли того дня я дізнався, що зможу піти до їхньої школи, я був просто в захваті, знаєте. І я пам'ятаю, як того дня йшов до Самнерської школи з татом і підіймався сходами до школи, і школа виглядала такою великою для меншої дитини. І я пам'ятаю, як зайшов усередину, мій тато з кимось поговорив, а потім він зайшов до внутрішнього офісу з директором, а мене залишили… сидіти надворі з секретарем. І поки він був у внутрішньому кабінеті, я міг чути голоси і чути, як він підвищував голос, знаєте, під час розмови. І тут же він вийшов з кабінету, взяв мене за руку і ми пішли зі школи додому. Я просто не міг зрозуміти, що відбувається, тому що був настільки впевнений, що піду до школи з Моною, Гвіневою, Вандою та всіма моїми товаришами по грі.
Лінда Браун померла 25 березня 2018 року у віці 76 років

## Нотатки
1. ↑  Brown and several subsequent Supreme Court decisions have severely weakened Plessy v. Ferguson to the point that it is generally considered to have been de facto overruled.[1]
2. ↑  One source gives Eisenhower's quote as saying "big black bucks" instead of "big overgrown Negroes".[26]